# Piragüisme als Jocs Olímpics d'estiu de 1952
Als Jocs Olímpics d'Estiu de 1952 celebrats a la ciutat de Hèlsinki (Finlàndia) es disputaren nou proves de piragüisme, 8 en categoria masculina i 1 en categoria femenina. La competició se celebrà el dia 28 de juliol de 1952.

## Resum de medalles

### Categoria masculina
| Prova                    | Or                                         | Argent                                         | Bronze                                   |
| C-1 1000 metres Detalls  | Josef Holecek                              | János Parti                                    | Olavi Ojanperä                           |
| C-1 10000 metres Detalls | Frank Havens                               | Gábor Novák                                    | Alfred Jindra                            |
| C-2 1000 metres Detalls  | DinamarcaBent Peder Rasch · Finn Haunstoft | TxecoslovàquiaJan Brzak-Felix · Bohumil Kudrna | AlemanyaEgon Drews · Wilfried Soltau     |
| C-2 10000 metres Detalls | FrançaGeorges Turlier · Jean Laudet        | CanadàKenneth Lane · Donald Hawgood            | AlemanyaEgon Drews · Wilfried Soltau     |
| K-1 1000 metres Detalls  | Gert Fredriksson                           | Thorvald Strömberg                             | Louis Gantois                            |
| K-1 10000 metres Detalls | Thorvald Strömberg                         | Gert Fredriksson                               | Michael Scheuer                          |
| K-2 1000 metres Detalls  | FinlàndiaKurt Wires · Yrjö Hietanen        | SuèciaLars Glasser · Ingemar Hedberg           | ÀustriaMax Raub · Herbert Wiedermann     |
| K-2 10000 metres Detalls | Finlàndia · Kurt Wires · Yrjö Hietanen     | Suècia · Gunnar Akerlund · Hans Wetterström    | Hongria · Ferenc Varga · József Gurovits |

### Categoria femenina
| Prova                  | Or          | Argent            | Bronze      |
| K-1 500 metres Detalls | Sylvi Saimo | Gertrude Liebhart | Nina Sàvina |

## Medaller
| Posició | País           | Or | Argent | Bronze | Total |
| 1       | Finlàndia      | 4  | 1      | 1      | 6     |
| 2       | Suècia         | 1  | 3      | 0      | 4     |
| 3       | Txecoslovàquia | 1  | 1      | 1      | 3     |
| 4       | França         | 1  | 0      | 1      | 2     |
| 5       | Dinamarca      | 1  | 0      | 0      | 1     |
| 5       | Estats Units   | 1  | 0      | 0      | 1     |
| 7       | Hongria        | 0  | 2      | 1      | 3     |
| 8       | Àustria        | 0  | 1      | 1      | 2     |
| 9       | Canadà         | 0  | 1      | 0      | 1     |
| 10      | Alemanya       | 0  | 0      | 3      | 3     |
| 11      | Unió Soviètica | 0  | 0      | 1      | 1     |